# Xenobiotic

2,3,7,8-tetraclorodibenzo-p-dioxin este cel mai toxic din grupa dioxinei.Dioxina defineşte de fapt o clasă de compuşi organici halogenaţi, dintre care cel des întîlnit fiind dibenzofuranul policlorurat(PCDFs) şi dibenzodioxina policlorurată (PCDDs)

Xenobiotic (din gr. xenos, "străin") este orice compus chimic care se găsește în organism, dar care nu este produs de către acesta. Astfel de compuși chimici pot fi:
- Medicamentele;
- Substanțele chimice industriale;
- Pesticidele: dioxina, compuși policlorurați bifenilici;
- Poluanții produși prin piroliză din alimente preparate;
- Alcaloizii;
- Toxinele produse de mucegaiuri.

## Metabolizarea xenobioticelor
Organismul acționează împotriva xenobioticelor prin metabolizarea lor, proces care are loc în special la nivelul ficatului dar și în alte țesuturi.
O consecință importantă a biotransformării este trecerea mai mult sau mai puțin avansată de la lipofilie (fapt ce favorizează absorbția) la hidrofilie (favorizează excreția în urină și fecale), excepție fac compușii volatili care se elimină preponderent prin expirație. Enzimele care participă la procesul de metabolizare a xenobioticelor se numesc enzime xenobiotice, au sediul în microzomi și sunt mai ales de tipul oxidazelor , fiind dependente de NADPH și O 2, din această cauză numindu-se "oxidaze microzomale cu funcțiuni mixte" OFMM. În afară de aceste oxidaze se mai pot întâlni și reductaze, hidrolaze. Particularitatea metabolizării xenobioticelor este că la proces participă și enzimele interne "endogene" care nu pot deosebi substanțele exogene datorită asemănării cu propriul substrat:
- Alcool dehidrogenază
- Aldehid dehidrogenază
- MAO (monoamin oxidaza)
- Colinesteraza plasmatică
- Xantinoxidază.